# Nadine Dorries
Nadine Vanessa Dorries, née le 21 mai 1957 à Liverpool, est une femme politique britannique membre du Parti conservateur.

## Biographie
Nadine Dorries est députée pour Mid Bedfordshire de 2005 au 9 juin 2023, date de sa démission. Elle est secrétaire d'État au Numérique, à la Culture, aux Médias et aux Sports de 2021 à 2022.
Elle est suspendue de son parti entre 2012 et 2013 après avoir participé à l'émission de télé-réalité I'm a Celebrity... Get Me Out of Here!,.